# 大叶银背藤
大叶银背藤（学名：Argyreia wallichii）是旋花科银背藤属的植物。分布在泰国、缅甸、锡金、印度以及中国大陆的云南、四川等地，生长于海拔750米至1,460米的地区，一般生于混交林以及灌丛中，目前尚未由人工引种栽培。

## 别名
小团叶、羊角藤、猴子烟袋花（云南）